# 马雷克·卡尔巴日
马雷克·卡尔巴日（波蘭語：Marek Karbarz，1950年7月22日—），波兰男子排球运动员。他曾代表波兰参加1972年和1976年夏季奥林匹克运动会排球比赛，其中1976年奥运会获得一枚金牌。